# ヤヌアルィ・スホドルスキ

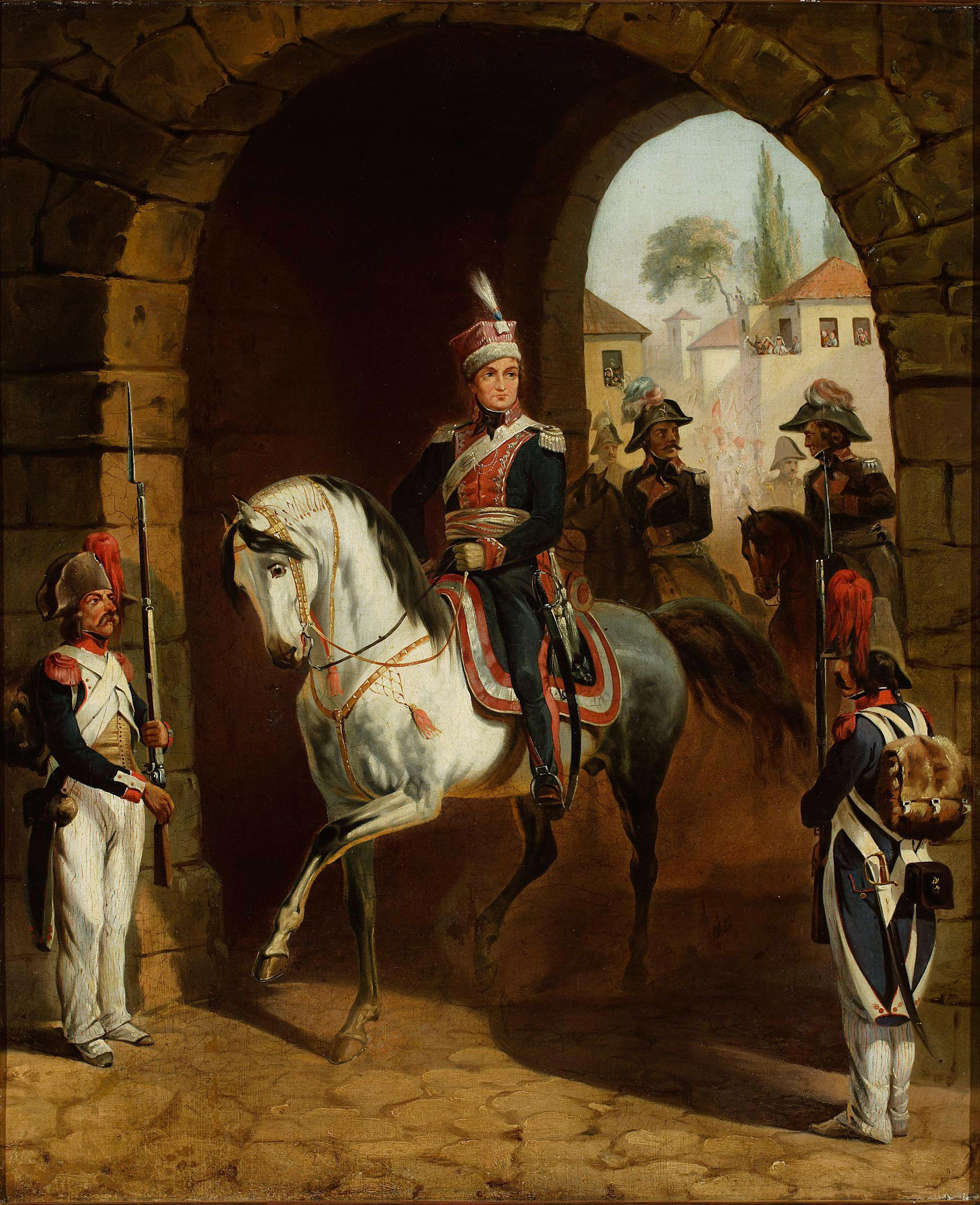
ローマに入城するヤン・ヘンリク・ドンブロフスキ.（ヤヌアルィ・スホドルスキ画、油彩画、1850年）

ヤヌアルィ・スホドルスキ（ポーランド語: January Suchodolski, 1797年9月19日 – 1875年3月20日）は、ポーランド人の画家、ロシア帝国の軍人。サンクトペテルブルク帝国美術アカデミーの一員でもあった。

## 生涯

### 軍歴と画家としての成功

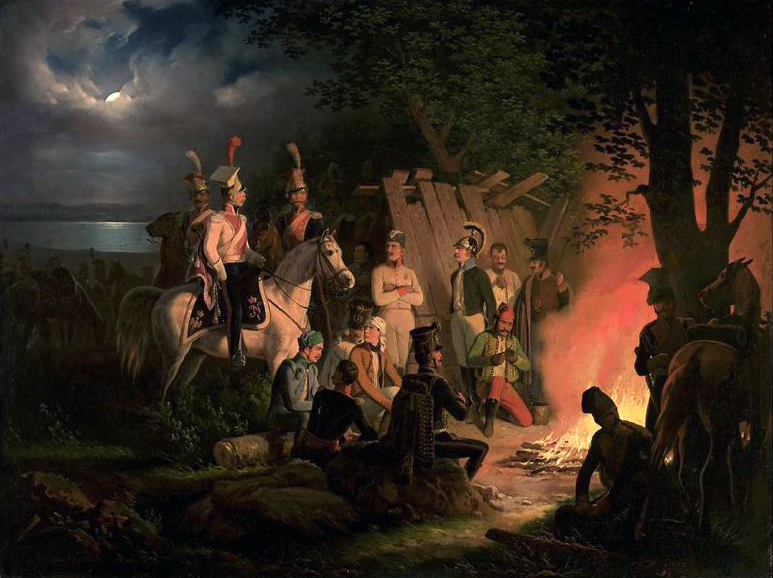
ヴァグラムのポーランド騎兵の露営 (ヤヌアルィ・スホドルスキ画)

ヤヌアルィ・スホドルスキは、1797年にグロドノで生まれた。弟に詩人のライノルト・スホドルスキがいる。この地はかつてポーランド・リトアニア共和国の版図だったが、ポーランド分割によってロシア領となっており、共和国そのものも彼が生まれる直前の1795年に行われた第三次分割で消滅していた。しかし1807年、フランス皇帝ナポレオン・ボナパルトがワルシャワ公国を建設したことで、ポーランド国家はフランスの保護のもと一時的な復活を遂げていた。ヤヌアルィは1810年にワルシャワの騎士学校に入学した。1812年、ロシア遠征に敗れモスクワから逃げてきたナポレオンがひそかにワルシャワのアンギェルスキ・ホテルに逗留した際、スホドルスキはこのホテルの護衛をしていた。1823年、彼はヴィンツェンティ・クラシンスキの副官になった。この人物はもともとワルシャワ公国軍の将軍で、公国の崩壊とナポレオン退位の後は、ロシア帝国支配下のポーランド会議王国の近衛擲弾連隊長を務めていた。クラシンスキのつてにより、スホドルスキは王宮のギャラリーに入ることができ、ここでオラース・ヴェルネらの戦争画に出会った。またスホドルスキは、ユリアン・ウルスィン・ニェムツェヴィチ、ヤン・パヴェウ・ヴォロニチ、カイェタン・コジュミアン、フランツィシェク・サレズィ・ドモホフスキ、アントニ・エドヴァルト・オディニェツ、モラフスキといった、当時のポーランドの第一線の芸術家たちが集う場に出る機会にも恵まれた。この頃、スホドルスキは軍事的なテーマ、特にコシチュシュコの蜂起やナポレオン戦争を題材とした絵を描き始めた。上司のクラシンスキが参加した半島戦争の絵も描いている。また画家のアントニ・ブロドフスキと知り合い、絵画大会では「ウィーンでのムハンマドの旗の奪取」や「ヴァルナでのラディスラウスの死」 といった作品で名声を獲得した。

### 各地での遍歴
1830年1月、スホドルスキ兄弟は11月蜂起に参加した。ヤヌアルィは第一次ヴァヴェルの戦いやオルシュンカ・グロホフスカの戦い、イガニェの戦いで戦った。戦闘の合間に、彼は兵士たちや同僚たちの1シーンを切り取ったスケッチを描いている
しかし11月蜂起はポーランド反乱軍の敗北に終わり、弟ライノルトは戦死してしまった。ヤヌアルィはローマに行き、1832年から1837年までオラース・ヴェルネに師事した。ここで彼は、クラシンスキの息子ジグムント・クラシンスキや、ユリウシュ・スウォヴァツキ、ベルテル・トルバルセン、ヨハン・フリードリヒ・オーファーベック、ペーター・フォン・コルネリウス、ルイ＝レオポール・ロベールと知り合った。1837年、ヤヌアルィ・スホドルスキはワルシャワに帰り、間もなく自身の作品「アハルツィヘ包囲戦」が評価されて帝国美術アカデミーの一員となった。スホドルスキはサンクトペテルブルクに招かれ、ニコライ1世のためにロシア軍の著名な戦闘を描いた。その後いったんワルシャワへ帰り、1844年に今度はパリへ旅立った。1852年にはクラクフへ移り、ここで詩人のヴィンツェンティ・ポルと出会い、彼の詩"Mohorta"のために数点の絵を提供した。1860年、スホドルスキは純粋芸術推進協会の評議員となり、ワルシャワでの美術館の創設に協力した。
1875年3月20日、スホドルスキはシェドルツェ近くのボイミェで没した。

## ギャラリー

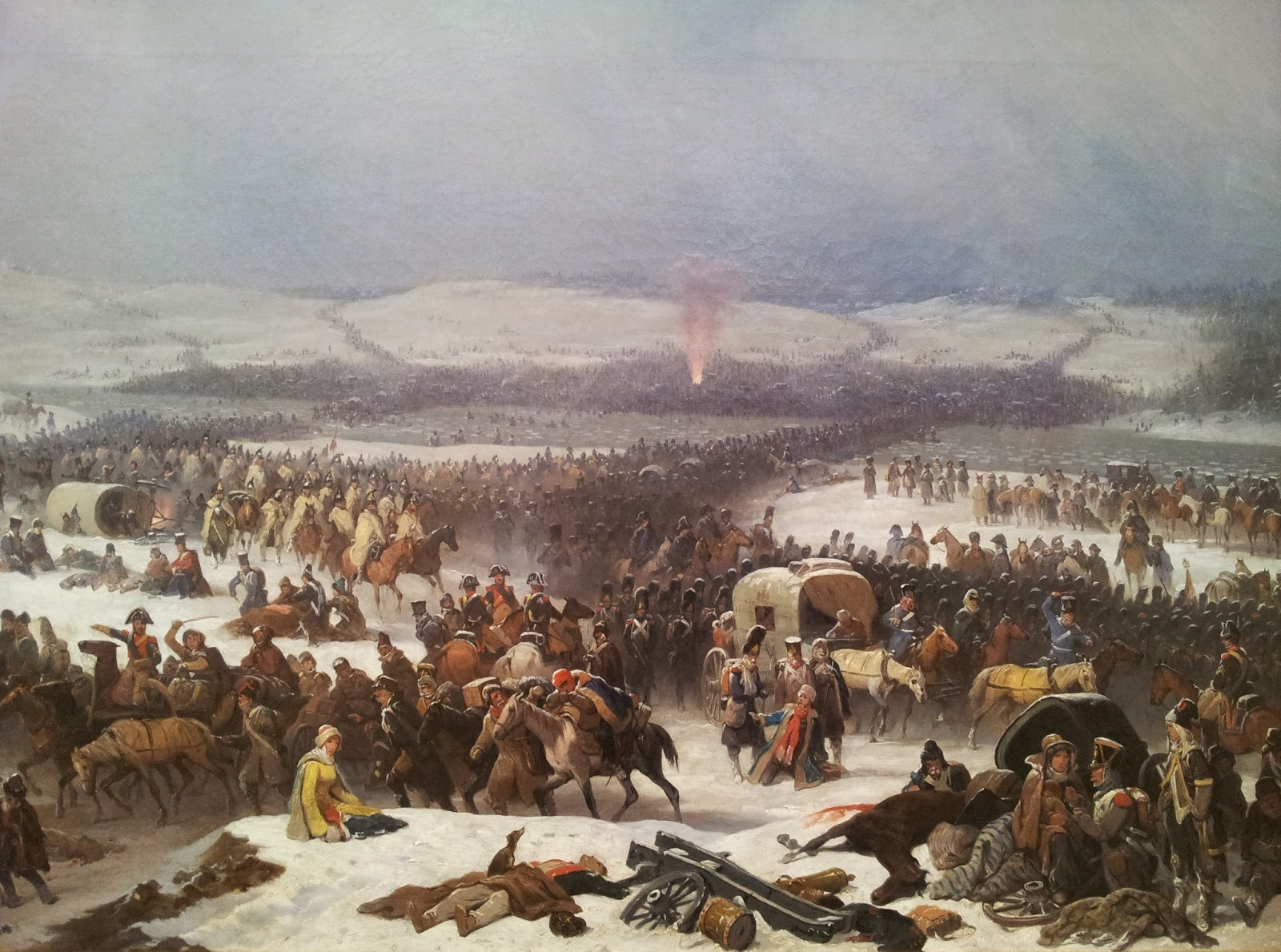
ベレジナから撤退するナポレオン軍。
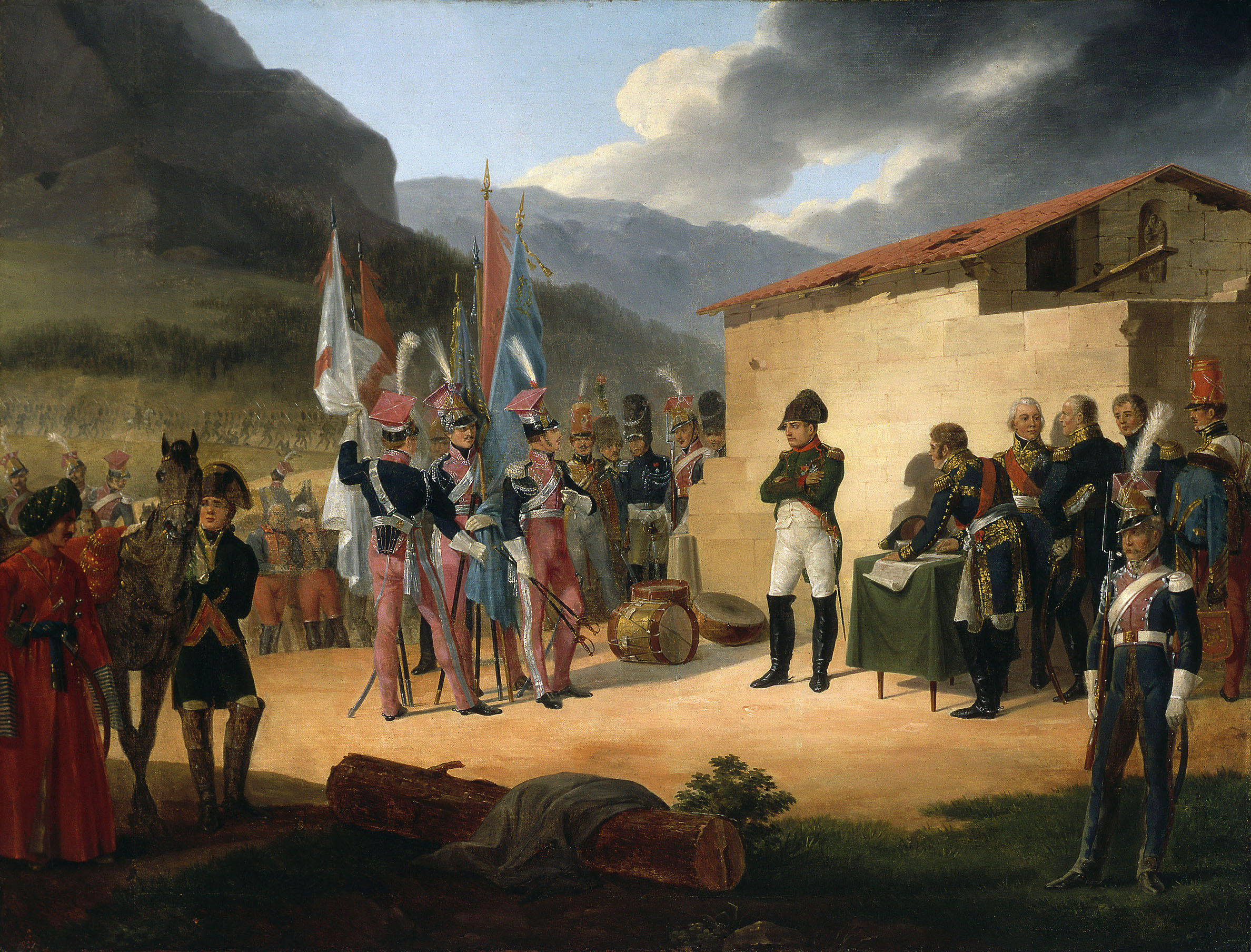
トゥデラの戦い
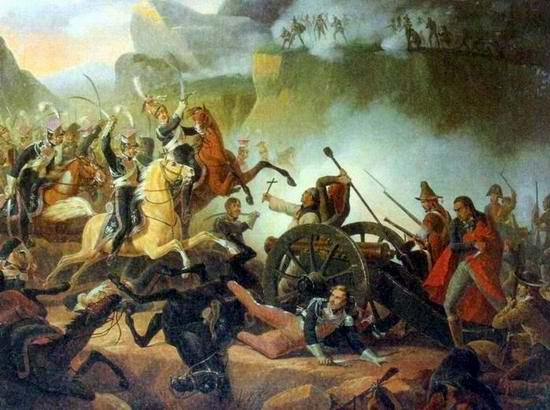
ソモシエラの戦いでソモシエラ峠を突撃するポーランド・ウーラン騎兵
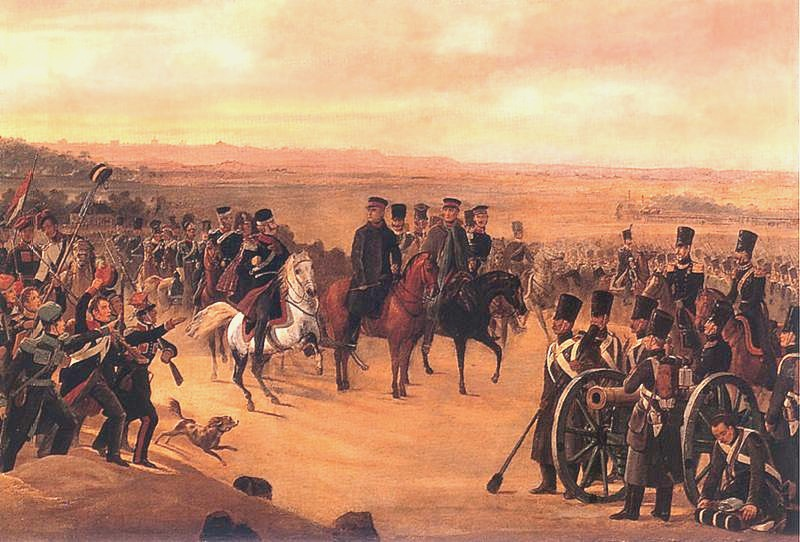
11月蜂起でのユゼフ・フウォピツキ将軍とポーランド軍
ライプツィヒの戦いでのユゼフ・ポニャトフスキの死
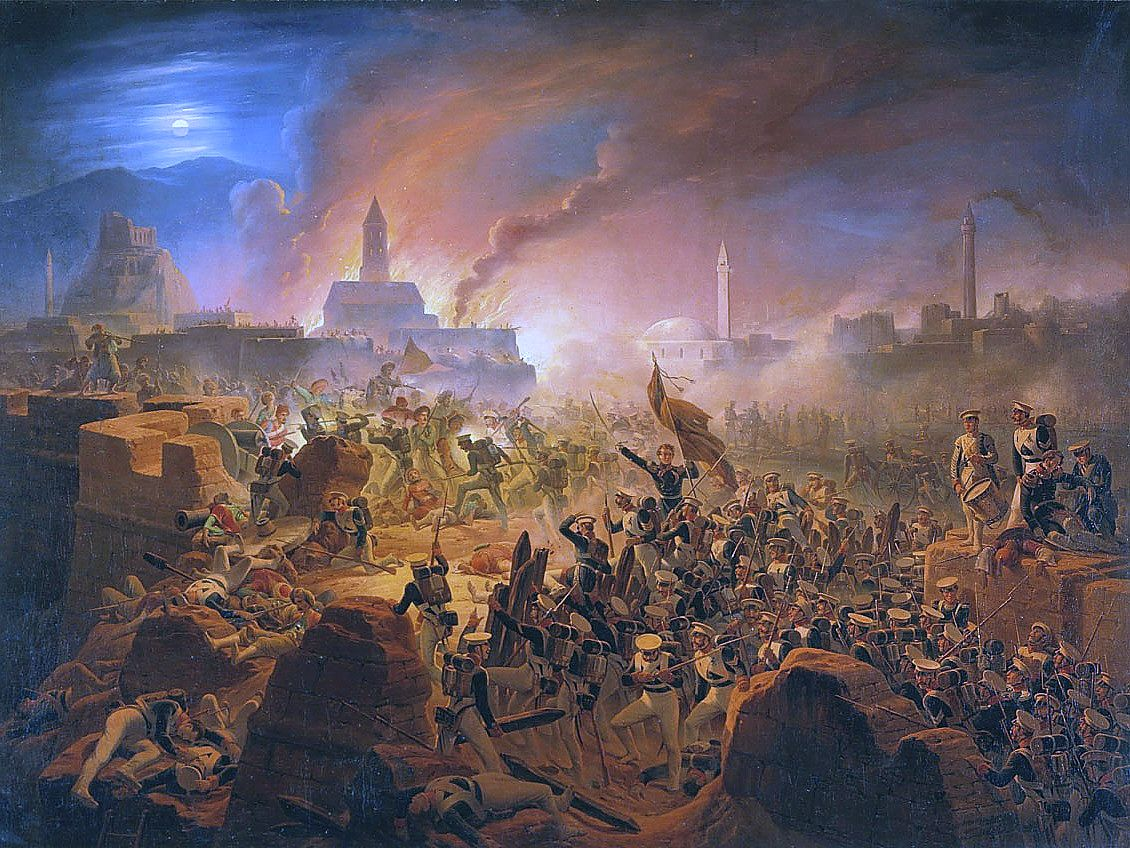
アハルツィヘ包囲戦
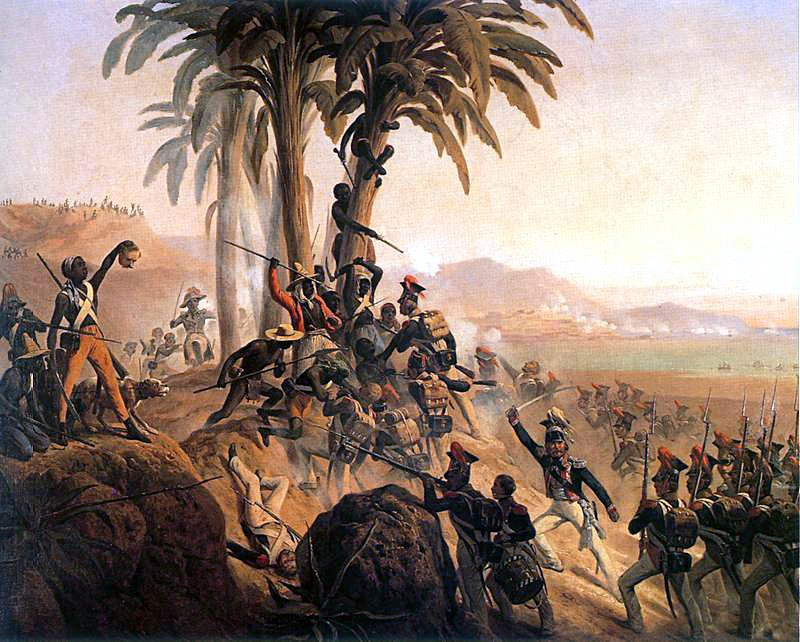
ハイチ革命中のサント・ドミンゴの戦いで、パームの木の丘で戦うポーランド軍団
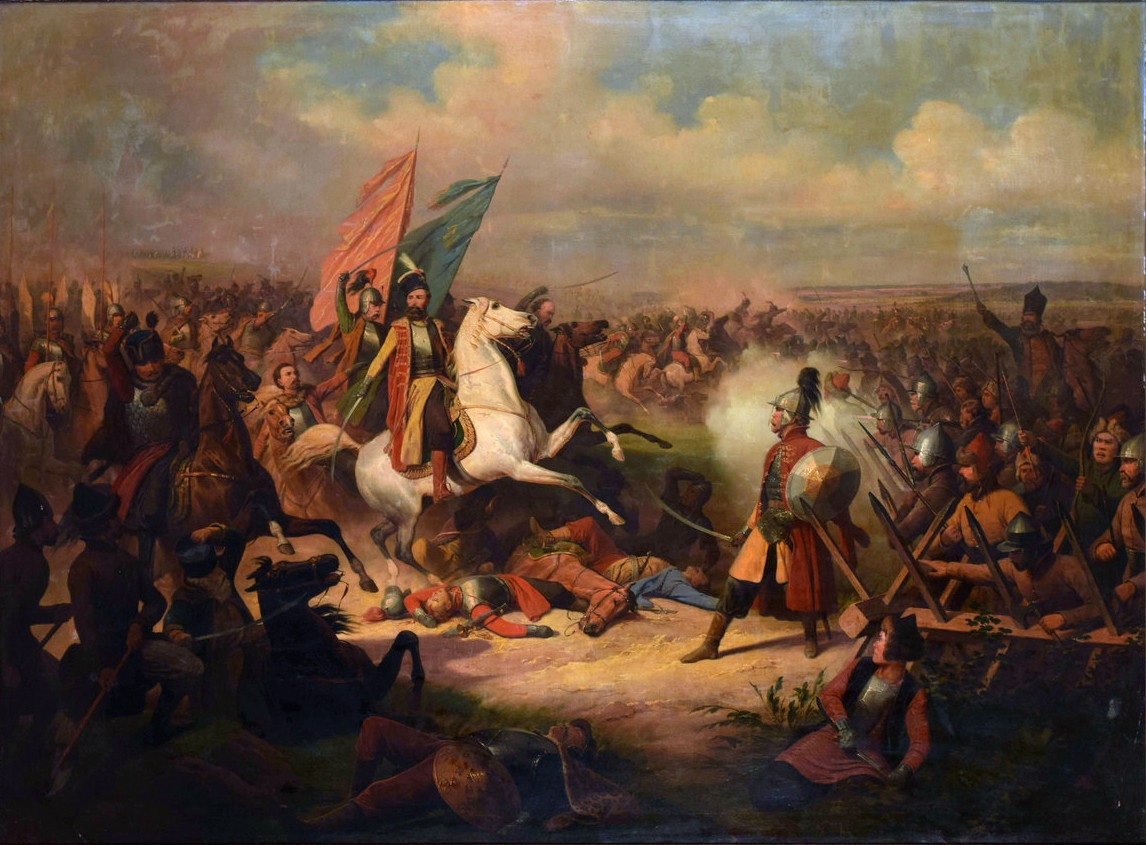
ロシア・ポーランド戦争 (1654年-1667年)でのステファン・チャルニェツキ
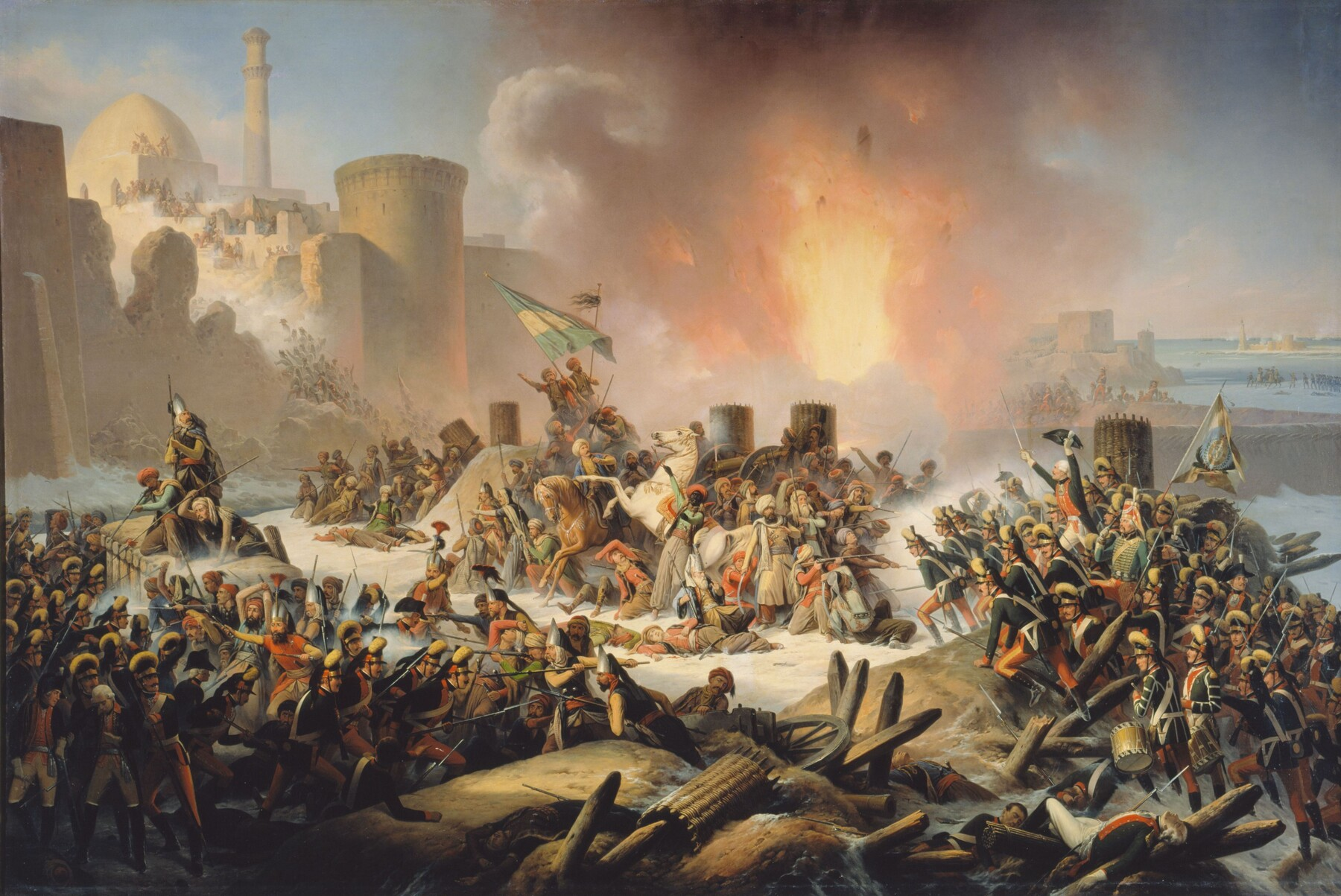
オチャーコフ包囲戦
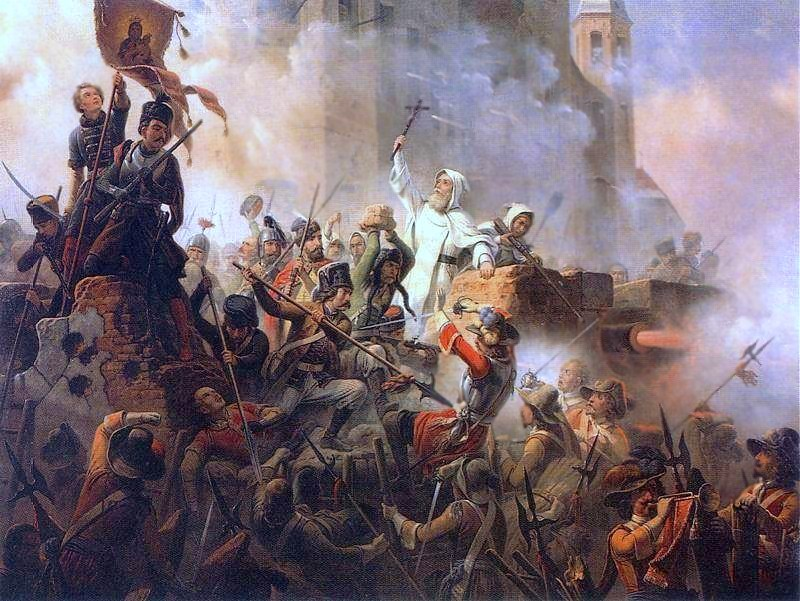
ヤスナ・グラ包囲戦